# اسکوپولتین
اسکوپولتین (به انگلیسی: Scopoletin) با فرمول شیمیایی C۱۰H۸O۴ یک ترکیب شیمیایی با شناسه پاب‌کم ۵۲۸۰۴۶۰ است. که جرم مولی آن ۱۹۲٫۱۶ g/mol می‌باشد. 